# Tomás Mora Pineda
Tomás Mora Pineda (Concepción, 29 de septiembre de 1896 - Concepción, 12 de noviembre de 1943) fue un abogado, académico y político chileno. Se desempeñó como decano de la Facultad de Ciencias Jurídicas y Sociales de la Universidad de Concepción entre 1939 y 1943. También, ejerció como ministro de Justicia de su país durante el gobierno del presidente radical Pedro Aguirre Cerda entre 1941 y 1942.

## Biografía
Realizó sus estudios primarios y secundarios en la Escuela Normal de Chillán, titulándose como profesor. Luego, cursó los superiores en la carrera de derecho en el Curso Fiscal de Leyes, y en forma paralela trabajó como secretario de la Inspección Provincial de Educación Primaria y de las Escuelas de Medicina y de Farmacia de la Universidad de Concepción. Recibió el título de abogado el 28 de mayo de 1920.
En marzo de 1929 fue designado como profesor de hacienda pública y estadística en la recién creada Facultad de Ciencias Jurídicas y Sociales de la Universidad de Concepción, la que impartió conjuntamente con las cátedras de economía política y política económica. En 1932 fue nombrado como profesor de derecho penal y de medicina legal de esa Facultad.
Fue uno de los primeros en publicar artículos en la Revista de Derecho de la Universidad de Concepción, creada en 1933.
A mediados de 1939 fue elegido como decano de la Facultad de Ciencias Jurídicas de la Universidad de Concepción, luego de la renuncia de Alberto Coddou Ortíz.
En 1941 fue designado jefe superior del Servicio de Registro Civil.
Fue militante del Partido Radical, cuestión que lo llevó ser nombrado ministro de Justicia por el presidente Pedro Aguirre Cerda, cargo que ejerció entre el 6 de octubre de 1941 y el 2 de abril de 1942.
Falleció en Concepción, el 12 de noviembre de 1943.